# Condado de Kingman
O Condado de Kingman é um dos 105 condados do estado americano de Kansas. A sede do condado é Kingman, e sua maior cidade é Kingman. O condado possui uma área de 2 245 km² (dos quais 9 km² estão cobertos por água), uma população de 8 673 habitantes, e uma densidade populacional de 4 hab/km² (segundo o censo nacional de 2000). O condado foi fundado em 7 de março de 1872.